# Индепенденс (Висконсин)
Индепенденс (енгл. Independence) град је у америчкој савезној држави Висконсин.

## Демографија
По попису из 2010. године број становника је 1.336, што је 92 (7,4%) становника више него 2000. године.
| Група             | 2000.         | 2010.         |
| Белци             | 1.217 (97,8%) | 1.153 (86,3%) |
| Афроамериканци    | 2 (0,2%)      | 1 (0,1%)      |
| Азијати           | 0 (0,0%)      | 5 (0,4%)      |
| Хиспаноамериканци | 20 (1,6%)     | 172 (12,9%)   |
| Укупно            | 1.244         | 1.336         |